# Giuseppe Diotti
 (juillet 2025).
Giuseppe Diotti (Casalmaggiore, 1779 - Casalmaggiore, 1846) est un peintre italien qui a été actif au XIXe siècle.

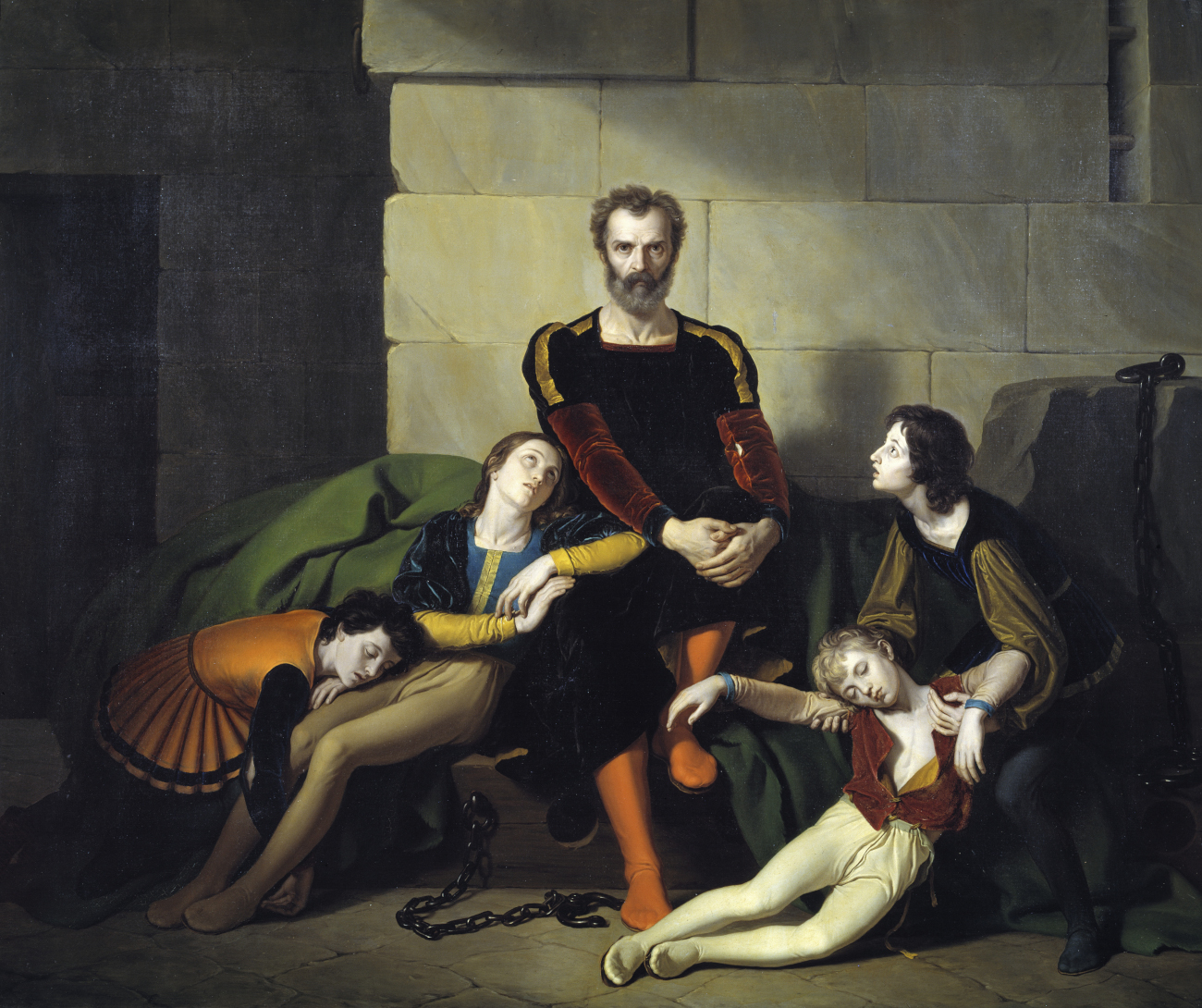
Le comte Ugolino emprisonné avec sa famille

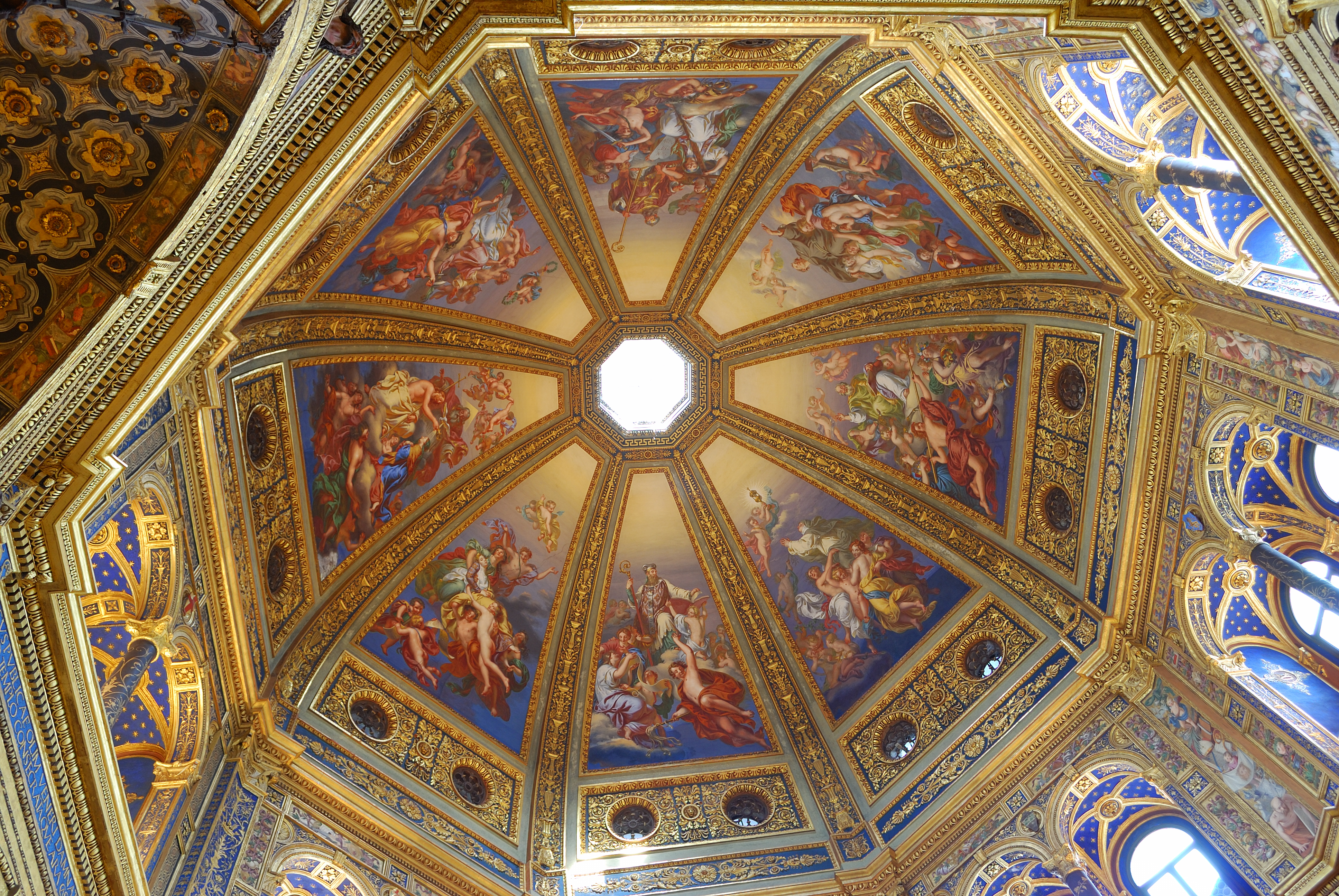
Coupole du Tempio Civico della Beata Vergine Incoronata, Lodi

## Biographie
Giuseppe Diotti est né à Casalmaggiore  et est instruit d'abord à l'Académie de Parme et ensuite par Vincenzo Camuccini à Rome. 
Il a peint à fresque ainsi qu'à l'huile, se distinguant comme peintre de sujets historiques. Il devient professeur et ensuite  directeur à l'Académie Carrara (1811 al 1845), élu sociétaire de l'Accademia di San Luca (1844), il s'installe finalement à Bergame. Il mourut en 1846.
De son école sont issus de nombreux peintres dont Enrico Scuri, Giovanni Carnovali, Giuseppe Carsana, Francesco Coghetti, Giacomo Trecourt et Giovanni Moriggia (it).

## Œuvres
- Il Giuramento di Pontida, Milan,
- Leonardo da Vinci et Ludovico Sforza,
- Il ritorno di Tobias,
- Autoportrait (1821), Galerie des Offices, Florence,
- Mosè e il serpente di bronzo (1809)
- S. Pietro in predicazione (1812)
- Toeletta di Venere (1818)
- Decollazione del Battista (1824)
- Ritratto di Lorenzo Mascheroni (1826)
- Ugolino si morde le mani (1834)
- S. Pietro penitente (1839)
- Bacio di Giuda (1840), Belvedere, Vienne,
- Fresque, Coupole du Tempio Civico della Beata Vergine Incoronata, Lodi,
- La condamnation d'Antigone[1]
- La bénédiction de Jacob[1]
- Autoportrait[1]
- Le baiser de Judas[1]